# Zoltán Czibor
Zoltán Czibor Suhai (Kaposvár, 23 de agosto de 1929 — Győr, 1 de setembro de 1997) foi um futebolista húngaro.
Czibor é normalmente considerado o maior jogador da Hungria depois de Ferenc Puskás, seu colega de Honvéd e Seleção Húngara. E foi como um dos nomes daqueles dois elencos, os melhores do mundo no início da década de 1950, que Czibor se celebrizou. Por sinal, ele e Puskás, além do uruguaio José Pedro Cea e do argentino Ángel Di María, são os únicos jogadores que marcaram gols em finais de Olimpíada e Copa do Mundo.
Czibor, que fez sucesso também no Barcelona, atuando ali ao lado dos compatriotas Sándor Kocsis e László Kubala, atuava na ponta esquerda e, em tempos em que os ponteiros ou eram habilidosos ou eram velozes, Czibor reunia as duas qualidades, sendo comum ser visto partindo para cima dos adversários com dribles secos e fazendo grandes lançamentos para a grande área.
Além dos dribles e assistências, também marcava seus gols. Sua velocidade, outra característica, foi desenvolvida nas pistas de atletismo da cidade onde nasceu, Kaposvár.

## Carreira em clubes

### Na Hungria
A estreia de Czibor por uma equipe adulta foi no pequeno Komárom, em 1945. Três anos depois, ainda antes dos 20 anos, chegava a um dos principais clubes do país, o Ferencváros. Neste clube, faturou o campeonato húngaro de 1949. Porém, naquele mesmo ano, sua equipe perderia importância frente a uma reforma no futebol magiar desenvolvida pelo vice-ministo dos esportes, Gusztáv Sebes.
A fim de aprimorar os talentos húngaros, Sebes recrutou os melhores do país e os dividiu em duas equipes, o Kispest e o MTK Hungária, que tornaram-se as equipes do Exército e da Polícia, respectivamente, mudando seus nomes para Honvéd (Defensor) e Vörös Lobogó (Estrela Vermelha), onde os jogadores teriam disciplina militar.
Mesmo já sendo atleta de Seleção Húngara, Czibor foi de certa forma tardiamente "convocado": ficou no Ferencváros até 1950, passou pelo Csepel Varas, clube da indústria química, no biênio 1951-1952 e só em 1953 chegou ao Honvéd, onde já estava seu ex-colega de Ferencváros Sándor Kocsis. Em sua primeira temporada, ganhou o campeonato húngaro de 1953/54. Seria bi na posterior, 1954/55.
Em 1956, tudo mudou. O clube estava na Espanha, onde jogaria contra o Athletic Bilbao  pela Copa dos Campeões da UEFA  quando a Revolução Húngara de 1956, movimento de ampla adesão popular em que a Hungria tentou livrar-se da excessiva influência soviética, foi reprimida pelo Pacto de Varsóvia. Os jogadores não quiseram voltar a Hungria; a partida de volta teve de ser realizada na Bélgica. Eliminados, os jogadores decidiram, para se sustentarem financeiramente, realizar amistosos pelo mundo em 1957, incluindo alguns pelo Brasil, onde jogaram contra Flamengo e Botafogo.
A FIFA, então, proibiu os jogadores de atuarem enquanto não regularizassem sua situação com a Federação Húngara. Tal situação arrastou-se por mais de um ano, até que um acordo foi feito: por ele, oito jogadores regressariam à Hungria e os demais se espalhariam pela Europa. Dentre os que sairiam da equipe, estavam Puskás, Kocsis e Czibor, que acabaram indo jogar na Espanha. Puskás pelo Real Madrid, Kocsis e Czibor pelo rival Barcelona. O Honvéd, que no início dos anos 50 era indiscutivelmente o melhor time do mundo, só voltaria a ser campeão na década de 1980.

### Barcelona
O Barcelona contratou ele e a Czibor por indicação de László Kubala, um compatriota que já havia se exilado do comunismo húngaro havia oito anos, e uma das maiores celebridades futebolísticas europeias naqueles tempos. Durante as negociações com a FIFA, Czibor estivera na equipe italiana da Roma, mas não pôde jogar partidas oficiais.
A primeira temporada no Barça, 1958/59, foi perfeita: o clube conquistou o campeonato espanhol e a Copa do Rei. Na segunda, a de 1959/60, foi novamente campeão espanhol, com dois pontos de diferença sobre o rival Real Madrid. Na Taça das Cidades com Feiras, precursora da atual Liga Europa da UEFA, a equipe sagrou-se campeã após bater por 4 x 1 os ingleses do Birmingham City.
Paralelamente, o time competia também na Copa dos Campeões da UEFA. O clube fazia boa campanha, chegando a passar pelo Milan, além de ganhar do Wolverhampton Wanderers na Inglaterra com quatro gols dele. As semifinais seriam contra o arquirrival. O Real Madrid não deu chances. Com duas vitórias por 3 x 1, os madridistas passaram às finais, das quais sairiam campeões.
O troco no torneio europeu veio na temporada 1960/61: os clubes se enfretaram nas oitavas-de-final. O Real era pentacampeão das cinco edições realizadas do torneio. Insitigados, os barcelonistas conseguem arrancar um empate em 2 x 2 no Santiago Bernabéu e vencer por 2 x 1 no Camp Nou, provocando a primeira eliminação dos merengues na competição.
O Barcelona rumou até a final, passando no caminho também pelo forte Hamburgo de Uwe Seeler, decidindo o torneio com o Benfica. A final seria disputada no Wankdorfstadion, o mesmo palco de Berna em que ele e Kocsis perderam a final da Copa do Mundo de 1954 pela Hungria. Czibor realizou uma grande partida, veloz e incisivo, criando grandes oportunidades.
Kocsis abriu o marcador aos vinte minutos, com sua característica cabeçada forte e certeira. Poderia ter feito o segundo em uma meia bicicleta, salva em cima da linha. Em doze minutos, porém, os portugueses conseguiram virar, aproveitando-se de duas falhas do goleiro Antoni Ramallets, e ainda salvaram novamente em cima da linha nova tentativa de Kocsis, aos 41 minutos. Para piorar, o adversário conseguiu fazer 3 x 1 aos dez minutos do segundo tempo.
Nos 35 minutos finais, o Barcelona se lançou ao ataque, com tabelas bem arranjadas, mas com desespero. Após bola mal desviada pela defesa encarnada, Kocsis ficou cara a cara com a meta adversária, sem goleiro. No entanto, o chute acertou a trave esquerda. No minuto seguinte, os postes voltaram a ser perversos ao Barcelona: um chute de Kubala bateu no poste direito e, após passar sobre a linha, bateu no esquerdo e voltou a campo, frustrando as comemorações blaugranas. Czibor diminuiu para 2 x 3 faltando quinze minutos, com um petardo no ângulo de Costa Pereira. Faltando dez, ele desferiu outro chute violento que explodiu surpreendentemente na trave esquerda.
O resultado foi mantido e eram os lusitanos, para o espanto de todos, os campeões. Para a equipe catalã, ficou a grande frustração de não atingir a glória que o arquirrival Real Madrid conhecera cinco vezes. Czibor declarou após a partida que "Normalmente, um jogo assim acabaria 10 x 0". A derrota seria seu último jogo pelo Barcelona: Czibor iniciou a temporada seguinte, a de 1961/62, jogando pelo rival local Español (nome à época do atual Espanyol). Rodaria ainda por Basel, Austria Viena até se aposentar definitivamente em 1963, na equipe canadense do Primo Hamilton.

## Seleção Húngara
Sebes também procurou reformular a Seleção Húngara: quando os principais jogadores não estavam em seus clubes, treinavam juntos em tempo integral na seleção. Em um inovador esquema, em que o centroavante Nándor Hidegkuti recuava e ajudava na armação das jogadas, confundindo as defesas adversárias, os quatro meias juntavam-se a ele e aos ponteiros, um deles sendo Czibor. Assim, a Hungria conseguia atacar com até sete atletas. Outra tática era correr pelo campo com o adversario ainda no vestiário: com este pré-aquecimento, os húngaros enfrentavam o oponente ainda frio e costumavam marcar cedo um ou dois gols.
Como a Hungria, porém, declinou em participar das eliminatórias para a Copa do Mundo de 1950, juntamente com os demais na órbita de influência soviética,, o mundo só veio a conhecer a arte húngara nas Olimpíadas de 1952. A campanha terminou com cinco jogos, cinco vitórias, vinte gols marcados e apenas dois tomados.
No ano seguinte, novos feitos: a Hungria sagrou-se campeã da Copa Dr. Gerö, precursora da atual Eurocopa, e tornou-se a primeira seleção não-britânica a derrotar a Inglaterra nos domínios ingleses, um verdadeiro choque para o povo inglês. A vitória por 6 x 3 em Wembley foi seguida por um sonoro 7 x 1 na revanche, em Budapeste, a um mês da Copa do Mundo de 1954.

### Copa do Mundo de 1954
Os húngaros não precisaram disputar as eliminatórias para se classificarem - seus únicos adversários, a Polônia, retirou-se da disputa. Ninguém, porém, duvidava de que a classificação húngara viria mesmo se disputada em campo. Os magiares chegaram na Suíça como uma impressionante invencibilidade de quatro anos, com 23 vitórias, 4 empates, 114 gols a favor e 26 contra. Czibor marcou um dos gols na vitória por 2 x 0 na decisão, contra a Iugoslávia.
Reconhecida com a melhor seleção do mundo na época, a Hungria massacrou a Coreia do Sul na estreia com um 9 x 0, com um dos gols sendo marcado por Czibor. Na partida seguinte, outra goleada, um 8 x 3 sobre a Alemanha Ocidental. Todavia, os magiares, que enfrentavam o time reserva alemão, saíram dali no prejuízo: Ferenc Puskás torceu seriamente o tornozelo ao cair de mau jeito após sofrer entrada por trás de Werner Liebrich.
Sem sua principal figura, os húngaros teriam mais dificuldades nos dois jogos seguintes, já pelos mata-matas. O jogo seguinte foi válido pelas quartas-de-final, contra o Brasil. Czibor foi deslocado para o meio campo, para ocupar ali o lugar de Puskás, enquanto o ponta-esquerda foi o reserva Mihály Tóth. Com o pré-aquecimento característico, os húngaros abriram 2 x 0 em sete minutos. O Brasil conseguiu diminuir, e o gramado escorregadio também segurou um pouco o ímpeto húngaro.
Aos poucos, a partida virou uma batalha campal,  em que três jogadores sairiam expulsos, József Bozsik para os húngaros e Humberto e Nilton Santos para os brasileiros. A "Batalha de Berna", como a partida ficou conhecida, não terminou com o fim da partida, vencida pelos europeus por 4 x 2: na saída de campo, os jogadores continuaram a discutir, até que Maurinho deu um soco em Czibor. Até o contundido Puskás, que não jogara, e os técnicos Sebes e Zezé Moreira acabaram participando da confusão.
O adversário seguinte, nas semifinais, era o campeão Uruguai. Sándor Kocsis e Nándor Hidegkuti puseram a Hungria na frente e o time, contrariando seu estilo de jogo, parou de atacar. Os sul-americanos, então conseguiram empatar a quatro minutos do fim, com dois gols de Juan Hohberg. Em uma extenuanete e disputadíssima prorrogação, o mesmo Hohberg chegou a acertar a trave. O tempo extra só foi decidido com outros dois gols de Kocsis.
A final seria um reencontro com a Alemanha Ocidental, agora com os titulares e mais confiante após uma campanha crescente, o que incluía uma goleada de 6 x 1 sobre a Áustria nas semifinais. Por outro lado, Puskás finalmente pôde voltar, ainda sem totais condições de jogo. Determinado a provar sua recuperação, ele mesmo marcou o primeiro gol, aos seis minutos. Aos nove, Czibor marcou o segundo em lance de puro oportunismo: o zagueiro Werner Kohlmeyer recuava a bola para o goleiro Toni Turek e os dois se trombaram, deixando a bola livre para que o ponta marcasse.
Ainda antes dos vinte minutos, porém, os alemães conseguiram empatar. A partir de dado momento do segundo tempo, os húngaros, cansados das duras partidas contra Brasil e Uruguai, anteveram nova prorrogação e passaram a pouparem-se, segurando o ímpeto. Os alemães, faltando seis minutos para o fim, viraram a partida. Puskás ainda marcou um gol aos 43 minutos do segundo tempo, mas um bandeirinha anulou o lance. O resultado foi mantido em favor dos germânicos que surpreendentamente tiravam a invencibilidade húngara no jogo mais importante, sagrando-se campeões.
Czibor acabou não atuando mais pela Hungria depois de 1956 em razão de optar pelo exílio com a repressão à revolução. Um de seus últimos jogos foi justamente contra a União Soviética, principal repressora do movimento, no mês anterior à invasão. Em plena Moscou, a Hungria ganhou com um gol dele.

## Títulos
Ferencváros
- Campeonato Húngaro: 1948-49

Budapest Honvéd
- Campeonato Húngaro: 1952, 1954, 1955

Barcelona
- Taça das Cidades com Feiras: 1955-58, 1958-60
- Campeonato Espanhol: 1958-59, 1959-60
- Copa do Rei: 1958-59
- Troféu Ramón de Carranza: 1961

CE Europa
- Campeonato Espanhol - Quarta Divisão: 1961-62

Austria Viena
- Campeonato Austríaco: 1961-62, 1962-63
- Copa da Áustria: 1961-62, 1962-63
- Torneio de Viena: 1963

FC Basel
- Copa da Suíça: 1962-63

Seleção Húngara
- Copa Internacional da Europa Central: 1948-53
- Jogos Olímpicos: 1952